# Eduard Kubat
Eduard Kubat (* 30. November 1891 in Essen, Rheinprovinz; † 2. Februar 1976 in Potsdam, Brandenburg) war ein deutscher Filmproduzent und Filmregisseur.

## Leben
Eduard Kubat war ursprünglich Schauspieler und debütierte als solcher 1910 am Württembergischen Städtebund-Theater. Später stand er unter anderem in Emden und Lübeck auf der Bühne.
Zu Beginn der 1920er Jahre begann er als Aufnahmeleiter beim Film, seit Anfang der 1930er Jahre war er in verschiedenen Funktionen (Produktionsleiter, Herstellungsleiter, Ausführender Produzent, Herstellungsgruppenleiter) an zahlreichen Produktionen in der Zeit des Nationalsozialismus beteiligt. Er arbeitete für die UFA, Terra, Tobis und mehrere kleinere Produktionsfirmen.
1946 trat er in die Dienste der DEFA, für die er selbst mit Die Meere rufen (1951) und Jacke wie Hose (1953) zwei Filme inszenierte. 1957 ging er in den Ruhestand.

## Filmografie
| - 1923: Die Austreibung - 1923: Der verlorene Schuh - 1924: Die Andere - 1930: Die letzte Kompagnie - 1930: Ein Burschenlied aus Heidelberg - 1931: Im Geheimdienst - 1931: Yorck - 1932: Die Gräfin von Monte Christo - 1932: Mensch ohne Namen - 1933: Lachende Erben - 1933: Saison in Kairo - 1933: Walzerkrieg - 1933: Viktor und Viktoria - 1934: Abschiedswalzer - 1935: Winternachtstraum - 1935: Stradivari - 1936: Die Entführung - 1936: Intermezzo - 1937: Sein bester Freund - 1937: Manege - 1937: Alarm in Peking - 1938: Jugend - 1939: Der Schritt vom Wege | - 1940: Zwei Welten - 1940: Falschmünzer - 1941: Familienanschluß - 1941: Himmelhunde - 1942: Dr. Crippen an Bord - 1943: Wenn der junge Wein blüht - 1943: Die goldene Spinne - 1944/49: Freitag, der 13. - 1946: Allez Hopp (unvollendet) - 1948: 1-2-3 Corona - 1949: Quartett zu fünft - 1950: Bürgermeister Anna - 1951: Die letzte Heuer - 1951: Die Meere rufen (nur Regie) - 1953: Jacke wie Hose (nur Regie) - 1954: Das geheimnisvolle Wrack - 1954: Carola Lamberti – Eine vom Zirkus - 1955: Rauschende Melodien - 1956: Genesung - 1956: Zwischenfall in Benderath - 1957: Lissy - 1961: Der Mann mit dem Objektiv |